# Zakrzewo (gromada w powiecie aleksandrowskim)
Zakrzewo – dawna gromada, czyli najmniejsza jednostka podziału terytorialnego Polskiej Rzeczypospolitej Ludowej w latach 1954–1972.
Gromady, z gromadzkimi radami narodowymi (GRN) jako organami władzy najniższego stopnia na wsi, funkcjonowały od reformy reorganizującej administrację wiejską przeprowadzonej jesienią 1954 do momentu ich zniesienia z dniem 1 stycznia 1973, tym samym wypierając organizację gminną w latach 1954–1972.
Gromadę Zakrzewo z siedzibą GRN w Zakrzewie utworzono – jako jedną z 8759 gromad na obszarze Polski – w powiecie aleksandrowskim w woj. bydgoskim, na mocy uchwały nr 24/1 WRN w Bydgoszczy z dnia 5 października 1954. W skład jednostki weszły obszary dotychczasowych gromad Bachorza, Gęsin, Gosławice, Lepsze, Wola Bachorna i Zakrzewo ze zniesionej gminy Sędzin w tymże powiecie. Dla gromady ustalono 21 członków gromadzkiej rady narodowej.
31 grudnia 1961 do gromady Zakrzewo włączono obszar zniesionej gromady Sędzin oraz wsie Bodzanowo, Sinki I, Siniarzewo i Ujma Duża ze zniesionej gromady Siniarzewo w tymże powiecie.
1 stycznia 1969 do gromady Zakrzewo włączono sołectwo Seroczki ze zniesionej gromady Straszewo w tymże powiecie.
Gromada przetrwała do końca 1972 roku, czyli do kolejnej reformy gminnej. 1 stycznia 1973 w powiecie aleksandrowskim utworzono gminę Zakrzewo.